# آلبرتو ارروس
آلبرتو ارروس (اسپانیایی: Alberto Herreros‎؛ زادهٔ ۲۰ آوریل ۱۹۶۹) بازیکن بسکتبال اهل اسپانیا بود. وی در بازی‌های المپیک تابستانی ۱۹۹۲ و ۲۰۰۰ شرکت کرده‌است.
وی در مسابقات کشوری و بین‌المللی در مجموع برندهٔ ۲ مدال نقره شده‌است.